# Tykocin (gromada)
Tykocin – dawna gromada, czyli najmniejsza jednostka podziału terytorialnego Polskiej Rzeczypospolitej Ludowej w latach 1954–1972.
Gromady, z gromadzkimi radami narodowymi (GRN) jako organami władzy najniższego stopnia na wsi, funkcjonowały od reformy reorganizującej administrację wiejską przeprowadzonej jesienią 1954 do momentu ich zniesienia z dniem 1 stycznia 1973, tym samym wypierając organizację gminną w latach 1954–1972.
Gromadę Tykocin z siedzibą GRN w Tykocinie utworzono – jako jedną z 8759 gromad – w powiecie wysokomazowieckim w woj. białostockim, na mocy uchwały nr 24/V WRN w Białymstoku z dnia 4 października 1954. W skład jednostki wszedł obszar dotychczasowej gromady Tykocin ze zniesionej gminy Tykocin w tymże powiecie. Dla gromady ustalono 19 członków gromadzkiej rady narodowej.
1 stycznia 1958 roku gromadę włączono do powiatu białostockiego.
31 grudnia 1959 do gromady Tykocin przyłączono obszar zniesionej gromady Saniki, a także wsie Sierki, Sierki, Hermany, Nieciece i Kiermusy oraz obszar l.p. N-ctwa Trzcianne obejmujące oddziały 159, 160–173 ze zniesionej gromady Łopuchowo.
Gromada przetrwała do końca 1972 roku, czyli do kolejnej reformy gminnej. Z dniem 1 stycznia 1973 roku reaktywowano gminę Tykocin.